# Янг, Эмили
Э́мили Янг (англ. Emily Young, род. 1970, Ислингтон, Лондон) — английский режиссёр и сценарист. В 2009 году вышел её фильм «Вероника решает умереть» — экранизация одноимённого романа Пауло Коэльо с Сарой Мишель Геллар в главной роли.

## Детство
Эмили Янг, третья из четырёх детей, родилась в Ислингтоне, Лондон. Дочь Элен Янг (урождённая Мэйсон) и Хьюго Янга. Оба родителя были журналистами, её мать также работала в благотворительных организациях и писала книги для детей.

## Образование
Эмили Янг получила образование в Эдинбургском университете после чего училась на режиссёра в Польской национальной режиссёрской школе.

## Фильмография
| Фильмы | Фильмы                  | Фильмы                  |
| Год    | На русском языке        | На языке оригинала      |
| ------ | ----------------------- | ----------------------- |
| 1996   | Верхняя земля           | Ziemia na górze         |
| 1999   | Секонд Хэнд             | Second Hand             |
| 2003   | Поцелуй жизни           | Kiss of Life            |
| 2009   | Вероника решает умереть | Veronika Decides to Die |

## Награды и номинации
- BAFTA — Премия им. Карла Формана лучшему новичку (2004): «Поцелуй жизни».
- Каннский кинофестиваль — Приз программы студенческих фильмов (1999): «Секонд хэнд».

Номинации:
- British Independent Film Awards — Приз Дугласа Хискокса (2004): «Поцелуй жизни».
- Copenhagen International Film Festival — Золотой лебедь (2003): «Поцелуй жизни».
- Dinard Festival of British Cinema — Золотой Хичкок (2003): «Поцелуй жизни».